# Тарантас

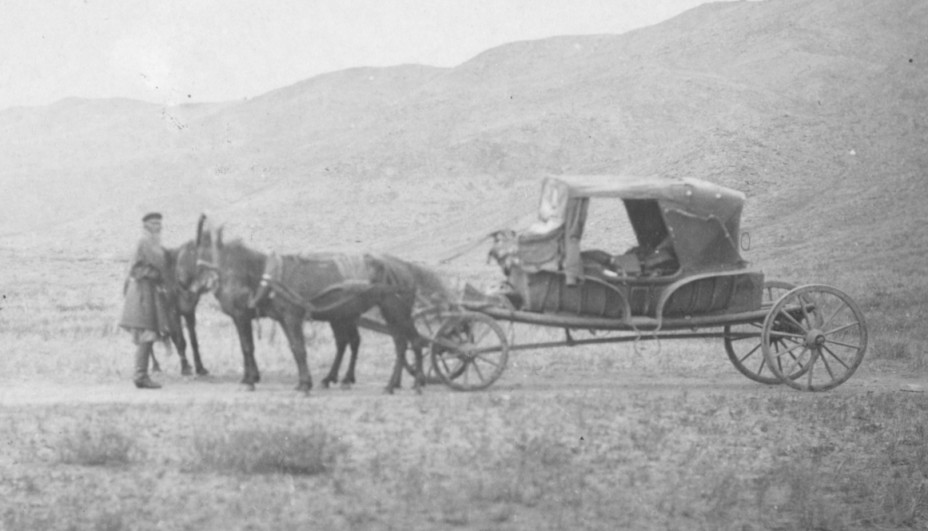
Тарантас у Сибіру. 1885 рік.

Таранта́с (рос. тарантас, походження слова невідоме)  — чотириколісний візок на довгих розворах для далекої дороги. Розвори, тобто довгі бруси, які з'єднували насади, заміняючи звичайні підтоки, зменшували дорожнє трясіння під час тривалих подорожей. Тарантас був поширений у Росії першої половини XIX століття. Був розрахований, як правило, на чотирьох пасажирів. Якщо застосовувалася однокінна російська запряжка (з голоблями і дугою), то передбачалася можливість використання підпряжного, для чого тарантаси споряджалися відкидною стельвагою.